# Merab Gabunia
Merab Gabunia (gruz. მერაბ გაბუნია; ur. 25 grudnia 1985 w Kutaisi) – gruziński rugbysta występujący na pozycji zawodnika drugiej lub trzeciej linii młyna (wspieracz, rwacz, wiązacz); reprezentant Polski.

## Przebieg kariery
Gabunia pochodzi z Kutaisi, początkowo chciał być piłkarzem, jednak ostatecznie trafił do sekcji rugby. Jego talent doceniono, gdy trafił do reprezentacji Gruzji do lat 21. Uczestniczył również w Pucharze Świata dla tej kategorii wiekowej w 2006 roku. Wystąpił w pięciu meczach swojej drużyny, która zajęła ostatnie, dwunaste miejsce.
Po mistrzostwach wyjechał do Francji, gdzie jednak nie zdołał przebić się do składu swojej drużyny; zaliczył także epizod w Afryce. Ostatecznie jeszcze w 2006 roku trafił do Polski, do drużyny AZS Warszawa, z którą to zdobył mistrzostwo w sezonie 2007/2008. Sam Gabunia został wybrany najlepszym zawodnikiem roku 2008. Po mistrzowskim sezonie Gruzin przeniósł się do Budowlanych Łódź, z którymi powtórzył sukces z poprzedniego sezonu jeszcze dwukrotnie: w roku 2009 i 2010. W latach 2009 oraz 2011 wraz z Budowlanymi zdobył Puchar Polski.
Zgodnie z przepisami IRB, pomimo braku polskiego obywatelstwa Gabunia może występować w reprezentacji Polski (osoby takie albo powinny mieć obywatela danego kraju wśród wstępnych do drugiego stopnia, albo przez co najmniej 3 lata zamieszkiwać stale na terytorium danego państwa). Gabunia przebywa w Polsce od 2006 roku, a więc spełnia drugą przesłankę. Gruzin zadebiutował w nieoficjalnym sparingu z drużyną Arki Gdynia (23 stycznia 2011 r.), natomiast jego pierwszy mecz międzypaństwowy to spotkanie z reprezentacją Belgii 12 marca 2011 r. Pierwsze punkty zdobył 15 października tego samego roku w meczu z Czechami.
Niezależnie od gry w polskiej kadrze, Gabunia przez kilka lat starał się o polskie obywatelstwo, które otrzymał jednak dopiero w 2013 roku.

### Statystyki
Stan na 1 czerwca 2013 r. Wynik reprezentacji Polski zawsze podany w pierwszej kolejności.
| Drużyna narodowa | Rok  | Mecze | Punkty |
| ---------------- | ---- | ----- | ------ |
| Polska           |      |       |        |
| 2011             | 5    | 10    |        |
| 2012             | 2    | 10    |        |
| 2013             | 3    | 0     |        |
| Suma             | Suma | 10    | 20     |

| Występy w reprezentacji Polski | Występy w reprezentacji Polski | Występy w reprezentacji Polski           | Występy w reprezentacji Polski | Występy w reprezentacji Polski | Występy w reprezentacji Polski |
| Lp.                            | Data                           | Stadion, miasto                          | Przeciwnik                     | Wynik                          | Zdobyte punkty                 |
| ------------------------------ | ------------------------------ | ---------------------------------------- | ------------------------------ | ------------------------------ | ------------------------------ |
| 1.                             | 12.03.2011                     | Narodowy Stadion Rugby, Gdynia           | Belgia                         | 28:21                          | 0                              |
| 2.                             | 16.05.2011                     | Stadion Suche Stawy, Kraków              | Holandia                       | 32:18                          | 0                              |
| 3.                             | 15.10.2011                     | Stadion Sandecji, Nowy Sącz              | Czechy                         | 20:13                          | 5 (P)                          |
| 4.                             | 12.11.2011                     | Stadion Dinamo, Kiszyniów                | Mołdawia                       | 17:17                          | 5 (P)                          |
| 5.                             | 19.11.2011                     | Stadion MOSiR, Gdańsk                    | Niemcy                         | 34:8                           | 0                              |
| 6.                             | 7.04.2012                      | Stadion Króla Baudouina I (A2), Bruksela | Belgia                         | 13:20                          | 5 (P)                          |
| 7.                             | 21.04.2012                     | Nationaal Rugby Centrum, Amsterdam       | Holandia                       | 32:19                          | 5 (P)                          |
| 8.                             | 30.03.2013                     | Narodowy Stadion Rugby, Gdynia           | Ukraina                        | 13:12                          | 0                              |
| 9.                             | 13.04.2013                     | Stadion Dinamo, Kiszyniów                | Mołdawia                       | 20:24                          | 0                              |
| 10.                            | 1.06.2013                      | Korsängens IP, Enköping                  | Szwecja                        | 11:19                          | 0                              |

## Inne
Gabunia był twarzą kampanii reklamowej firmy Rossmann.
Jest właścicielem łódzkiej sieci piekarni Wypieki Gruzińskie